# Přetahování lanem na letních olympijských hrách

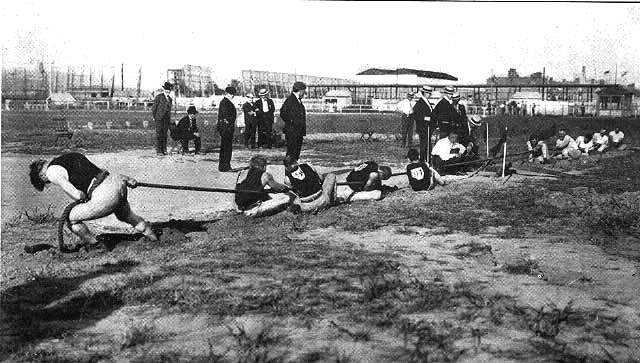
Soutěž v přetahování lanem na LOH 1904

Soutěže v přetahování lanem na letních olympijských hrách byly součástí olympijského programu mezi lety 1900 a 1920. Přetahování lanem bylo původně řazeno mezi atletické disciplíny, nicméně nyní jej Mezinárodní olympijský výbor z atletiky vyčleňuje.
Soutěže v přetahování byly na letních olympijských hrách zpočátku pořádány mezi tzv. kluby. Při olympijské premiéře na LOH 1900 se vítězem stal smíšený tým složený ze tří Dánů a tří Švédů, který porazil šestičlenné francouzské družstvo. Pětičlenné skupiny soutěžily na LOH 1904, kde všechny tři medaile získaly americké kluby. Na LOH 1908 se jedinými medailisty staly tři britské devítičlenné týmy. Klasická reprezentační družstva o osmi členech soutěžila v letech 1912 a 1920.

## Medailové pořadí zemí
| Pořadí | Země                         | Zlato | Stříbro | Bronz | Celkem |
| ------ | ---------------------------- | ----- | ------- | ----- | ------ |
| 1.     | Velká Británie (GBR)         | 2     | 2       | 1     | 5      |
| 2.     | Spojené státy americké (USA) | 1     | 1       | 1     | 3      |
| 3.     | Švédsko (SWE)                | 1     | 0       | 0     | 1      |
| 3.     | Smíšené družstvo (ZZX)       | 1     | 0       | 0     | 1      |
| 5.     | Francie (FRA)                | 0     | 1       | 0     | 1      |
| 5.     | Nizozemsko (NED)             | 0     | 1       | 0     | 1      |
| 7.     | Belgie (BEL)                 | 0     | 0       | 1     | 1      |
| Celkem | Celkem                       | 5     | 5       | 3     | 13     |